# Ashtabula
Ashtabula là một chi nhện trong họ Salticidae.